# Costa (Francja)
Costa (kors. A Costa) – miejscowość i gmina we Francji, w regionie Korsyka, w departamencie Górna Korsyka.
Według najnowszych danych z 1999 r. gminę zamieszkiwało 48 osób, a gęstość zaludnienia wynosiła 44 osoby/km².